# Louis Niedermeyer
Abraham Louis Niedermeyer (ur. 27 kwietnia 1802 w Nyon, zm. 14 marca 1861 w Paryżu) – szwajcarski kompozytor i pedagog. 

## Życiorys
Początkowo uczył się muzyki u ojca, w latach 1817–1819 kształcił się w Wiedniu u Ignaza Moschelesa (fortepian) i Emanuela Aloysa Förstera (kompozycja). W 1819 roku przebywał we Włoszech, gdzie pobierał naukę u Vincenzo Fioravantiego w Rzymie i Niccolò Antonio Zingarelliego w Neapolu. Przyjaźnił się z Gioacchino Rossinim. Od 1821 roku pracował jako nauczyciel fortepianu w Genewie, a w latach 1834–1836 w instytucie Gaggii w Brukseli. Od 1836 roku mieszkał w Paryżu. W 1852 roku przekształcił istniejącą od 1818 roku szkołę muzyki kościelnej Alexandre’a-Étienne’a Chorona w nową uczelnię, zwaną École Niedermeyer. Dzięki osobistemu talentowi Niedermeyera jako pedagoga oraz dotacji państwowej szkoła ta stała się w niedługi czas wiodącym ośrodkiem kształcenia w zakresie chorału rzymskiego i klasycznej polifonii, zdobywając sobie międzynarodową sławę. Sam Niedermeyer, mimo iż był protestantem, zaangażowany był w ruch reformy liturgicznej w Kościele katolickim związany z ośrodkiem benedyktyńskim w Solesmes, prowadził badania nad liturgią rzymską i chorałem, organizował wykonania dawnej muzyki religijnej i zajmował się jej wydawaniem. Od 1857 do 1862 roku wspólnie z Josephem d’Ortigue’em wydawał poświęcone muzyce religijnej czasopismo „La Maîtrise”. Razem z d’Ortigue’em napisał także pracę Traité théoretique et pratique de l’accompagnement du plain-chant (Paryż 1857, 2. wydanie 1876).
Był autorem czterech oper: La casa nel bosco (wyst. 1828), Stradella (wyst. 1837), Marie Stuart (wyst. 1844) i La Fronde (wyst. 1853), jednak premiery wszystkich zakończyły się niepowodzeniami. Większy sukces odniósł jako autor pieśni, pisanych do tekstów czołowych literatów francuskich ówczesnej epoki takich jak Alphonse de Lamartine czy Victor Hugo. Zerwał w nich z tradycją francuskiego romansu i koncentrując się na związkach słowno-muzycznych wysunął na pierwszy plan znaczenie tekstu.